# Brain-computer interface

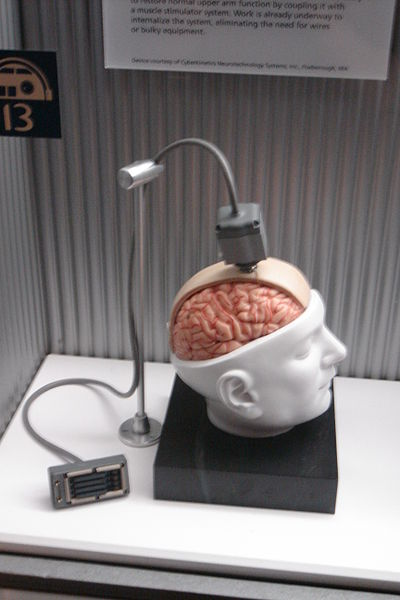
Invazivní systém: Senzory jsou zavedeny přímo do mozku. Pomocí konektoru na hlavě propojíme senzory s vnějším počítačem.

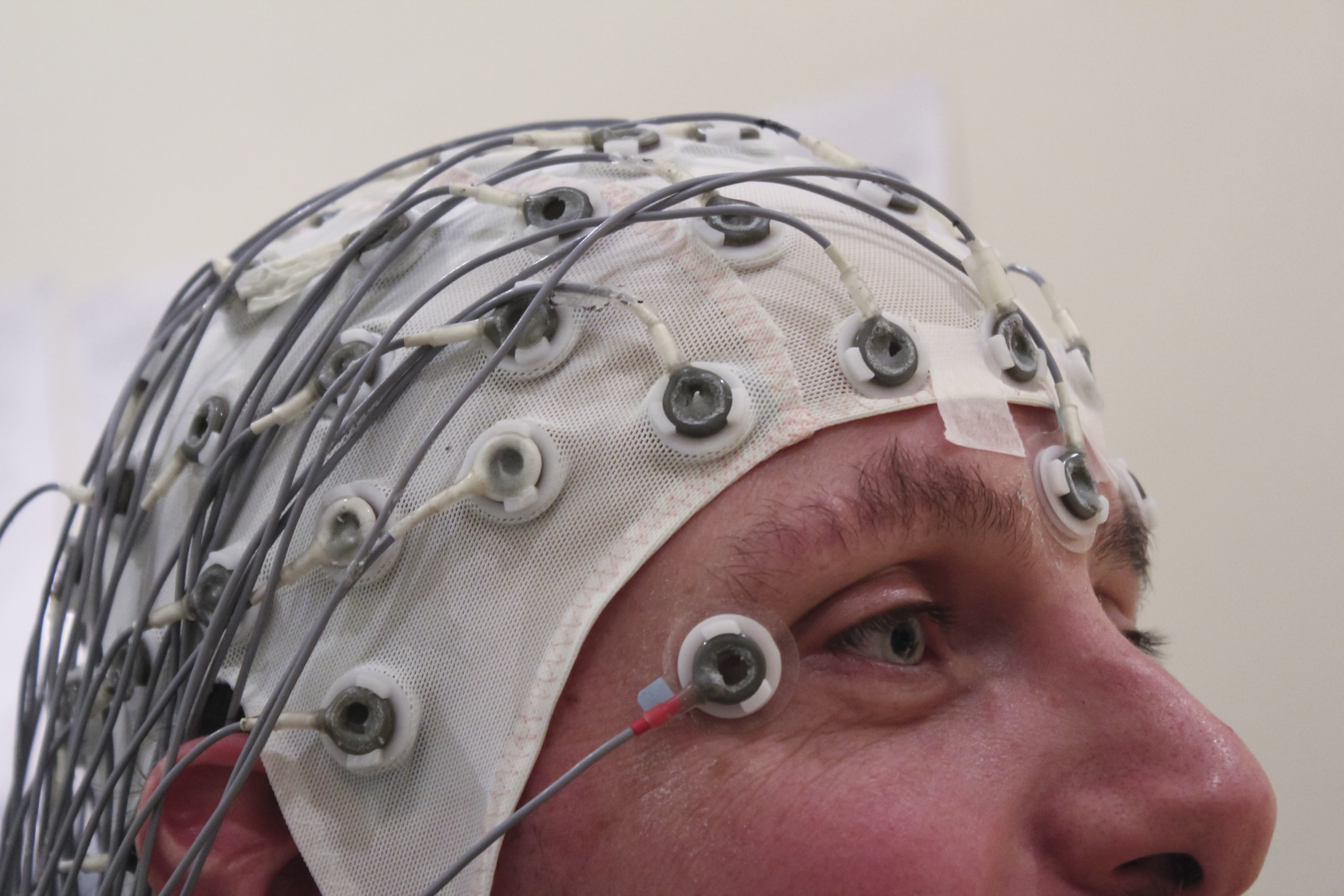
Neinvazivní systémy: Činnost mozku je snímána přes čepici se senzory.

Brain-computer interface (BCI), neuralink, je neurální rozhraní propojující mozek s počítačem, je pojítkem pro spolupráci mezi biologickým mozkem a umělým zařízením, pro jejich oboustrannou komunikaci. Na BCI je možné pohlížet jako na nástroj, ve kterém akce jedince neprocházejí obvyklými výstupy z mozku. BCI umožňuje díky nasnímaným signálům z mozku provádět vnější aktivitu. Můžeme se setkat s pojmem rozhraní mysl-stroj (MMI), někdy i jako přímé nervové rozhraní nebo rozhraní mozek-stroj (BMI). Jde o přímou komunikační cestu mezi mozkem a externím zařízením. BCI systémy jsou často zaměřeny na pomoc, rozšíření nebo opravu lidské kognitivní či smyslově-motorické funkce. Praktické využití lze nalézt v mnoha aplikacích, např. rychlé odpovědi na jednoduché otázky, převod myšlenek na text, ovládání prostředí na monitoru a v neposlední řadě provoz neuro-protéz, které se zaměřují na náhradu či obnovu poškozeného sluchu, zraku a pohybu. Pojem kyberneticko-neurálního propojení úzce souvisí s pojmy bionika a neurotechnologie.

## Historie
První velký průlom nastal v roce 1969, kde Eberhard E. Fetz s kolegy na Regional Primate Research Center, Department of Physiology & Biophysics, University of Washington School of Medicine v Seattlu, poprvé ukázal, že opice dokáží ovládat pohyblivé elektrické rameno díky jejich neuronové aktivitě mozku. Postupně došlo v tomto oboru k rychlému rozvoji. Podobný experiment z roku 1970 zjistil, že opice se mohly dobrovolně a rychleji učit ovládat elektromagnetické impulzy jednotlivých neuronů v primární motorické oblasti, pokud byly odměněny za vytvoření správných modelů nervové činnosti.
Neurolog Niels Birbaumer, zakladatel tohoto oboru, z university Tübingen přišel na to, že některé elektromagnetické vlny mozkové aktivity mohou subjekty do určité míry ovládat vůlí. N. Birbaumer se zaměřil na vlny vznikající v kůře mozkové, které se dají lehce zachytit v horních vrstvách mozku a trvají řádově sekundy, těmto vlnám se říká „pomalé vlny“.
Úkolem subjektu je soustředit se na jeden znak a pokud se vybraný znak rozsvítí na monitoru, mozek vyšle impuls (Nejblíže se to dá představit, jako si subjekt v duchu řekne „To je ono!“. Událost se tak stává pro subjekt „malým překvapením“. Toto "překvapení" ale může vznikat i v podvědomí, subjekt ho tedy nemusí ani vědomě zaregistrovat. Díky tomu vzniká v mozku vlna P300, kterou počítač prostřednictvím BCI zaregistruje.
José del Millán pracující ve švýcarském Ústavu pro umělou inteligenci vyvinul systém, který se řídí změnami zaznamenanými osmi elektrodami připevněnými k hlavě subjektu. Subjekt se soustředí na různé akce, například si představuje otáčející krychli nebo pohyb ruky. Každá z těchto aktivit mozku se projeví jiným elektrickým napětím. Tyto změny napětí pak dokáže počítač od sebe odlišit a správně interpretovat.
Člověk napojený na BCI tak může vědomou změnou aktivity mozku pohybovat kurzorem na monitoru počítače, volit písmena abecedy a vytvářet tím jednotlivá slova či věty anebo řídit pohyb jednoduchých strojů či protéz.

## Princip

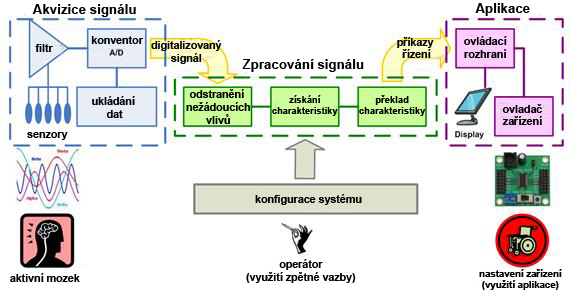
Schéma architektury systému BCI

Jak již bylo zmíněno výše, BCI systémy převádějí mozkovou aktivitu na signály vhodné k dalšímu využití. Jejich základní princip je znázorněn na Obr. "Schéma architektury systému BCI".
Lidský mozek není ani na okamžik v klidovém stavu. Miliardy nervových buněk neustále pracují a tím vznikají slabé elektromagnetické vlny. U neinvazivního BCI systému se tyto vlny se dají zachytit i přes kůži na hlavě a kosti lebky pomocí technologie EEG (elektroencefalogram). Obecně se dá využít mimo EEG i fMRI či PET. Technologii EEG využívají systémy BCI, které signály zpracují díky počítačovým algoritmům a ze specifických vlastností mozkové aktivity tak mohou odvodit signály vhodné pro ovládání koncového zařízení.
Aktivita EEG signálu je zpravidla snímána ve čtyřech základních kanálech:
Alfa (8 -13 Hz)
Vyskytuje se s převahou nad okcipitálními částmi lbi během relaxované bdělosti, při zavřených očích. Po otevření očí dochází k rozpadu alfa aktivity a objevuje se rychlejší aktivita, ve frekvenčním pásmu beta.
Beta (14 - 30 Hz)
Beta aktivita se tedy objevuje při zvýšení úrovně pozornosti po otevření očí.
Theta (4 - 7,5 Hz) a Delta (0,5 - 4 Hz)
Pomalé frekvence theta a delta se v bdělém záznamu zdravého dospělého jedince nevyskytují. Fyziologicky jsou tyto aktivity přítomny během spánku a dále v ontogenezi (individuální vývoj jedince), kdy do 6. měsíce věku převládá aktivita delta, poté theta, koncem prvního roku se vedle theta aktivity již objevuje alfa aktivita, jejíž poměr postupně narůstá a začíná kolem 4. roku věku v EEG záznamu převládat. Příměs pomalých frekvencí nad zadními částmi lbi jsou běžné u dětí a mladistvých asi do 15 let. V 5 % případů se však mohou vyskytovat až do 30. roku věku. Tyto pomalé frekvence by však neměly přesahovat 120 % amplitudy alfa rytmu.
Převod mozkové aktivity na elektrické impulzy zpracovávané počítačem není snadný, protože signály získané z mozku nejsou stálé, tzn. že vlastnosti signálů se mění v závislosti na čase. Problémem také je, že každý mozek je specifický a tudíž každý funguje trochu jinak. To znamená, že snímání magnetických vln mozku musí být pro každý mozek zvlášť upravené. Algoritmus pro převod EEG signálu na signál vhodný k řízení cílového mozku, tak bude spolehlivě pracovat pouze s mozkem jednoho konkrétního subjektu. Vzniklý algoritmus bude s vysokou pravděpodobností fungovat u jiného subjektu velice špatně, či vůbec fungovat nebude.
Kvůli této překážce byly vyvinuty algoritmy, které jsou odolné vůči časovým změnám elektromagnetických vln a jsou tak obecně použitelné. Jedná se zejména o algoritmy založené zpravidla na neuronových sítích.
Při správném fungování je zapotřebí odstínit všechny nežádoucí jevy, které vznikají přímo v mozku nebo vnějším okolím díky elektromagnetickým vlnám. Jde například o svalovou aktivitu, jako je mrkání očí apod., dále pak i samotné rušení přístrojem EEG. Toho se docílí tak, že snímaný signál ze snímačů je před samotným zpracováním zesílen a filtrován pomocí číslicových filtrů.
Na snímání mozkové aktivity se používají tři různé metody, které se od sebe liší konstrukčním zapojením.
1) Invazivní systémy
Nejpřesnějším měřením mozkové aktivity je zavedení senzorů přímo do šedé kůry mozkové pomocí neurochirurgického zákroku. Získané signály jsou tak zachycovány v nejvyšší možné kvalitě. Nevýhodou je náchylnost k rozšiřování zjizvené tkáně v mozku, což může způsobit zeslabení nebo úplnou ztrátu signálu. V praxi má tak pacient na hlavě napevno zavedený kabel nebo připojovací konektor.
2) Neinvazivní systémy
Druhou metodou je neinvazivní systém, který není přímo implantován do mozku, ale nacházejí se celý mimo organismus. Jde o zatím nejpoužívanější typ zavádějící metody BCI systému. Elektromagnetické vlny aktivity mozku jsou zaznamenávány skrze kůži i lebku. Tato metoda tak nepotřebuje náročný chirurgický zákrok. Její nevýhoda ale tví v omezené citlivosti elektromagnetických vln a tak má o proti invazivnímu systému nižší rozlišovací schopnost. Jedná se o převážně různé nasazovací čepice s citlivými senzory. Každý senzor se nachází nad jinou částí mozku.
3) Částečné invazivní systémy
Posledním typem je částečný invazivní systém, který je charakterizován rozdělením systému na dvě části. Jedna část je implantována do šedé kůry mozkové a druhá část se pak nachází mimo organismus. Tento typ má pozitivní vlastnosti obou výše zmíněných typů metod. Produkuje přesnější signál než systém neinvazivní a zároveň je u zákroku nižší nebezpečí tvorby zjizvené tkáně v mozku než v případě invazivního systému.

## Experimenty BCI
Prvním uvedeným experimentem využití BCI technologie je pokusná opice, která se sama dokáže krmit robotickou rukou. Opice (Macaca mulatta) využívá kortikální motorickou aktivitu k řízení mechanické ruky pro úkol sebe krmení. Subjekt mohl kromě tří dimenzionálního pohybu mechanické ruky také ovládat uchopovací mechanismus na konci této robotické ruky. Vzhledem k fyzické interakci mezi opicí a mechanickou rukou ovládanou v prostoru tento úkol představil vyšší úroveň obtížnosti, než předchozí experimenty s virtuálním kurzorem na obrazovce. Experiment se uskutečnil v Schwartz lab, University of Pittsburgh, USA.
YouTube: Monkey controls robotic arm with brain computer interface (29. 05. 2008)
Dalšími důležitými a úspěšnými experimenty bylo připojení člověka na BCI. Prvním subjektem byl hendikepovaný Tim Hemmes, který se pomocí mysli naučil hýbat nejdříve ve virtuálním dvourozměrném prostředí skrze monitor a poté i reálnou robotickou rukou v trojrozměrném prostředí.
YouTube: Paralyzed man moves robotic arm with his thoughts (7. 10. 2011)
Při pohledu na úspěch studie subjektu Tima Hemmese v projektu Brain Computer Interface, kontaktovala paní Scheuermannová vědce a stala se tak také součástí vědeckého průlomu. Oba subjekty jsou těžce hendikepováni a sami nejsou schopni jakéhokoliv pohybu. BCI technologie jim ale pohyb, i když zatím omezený, skrze robotické ruce dovoluje.
YouTube: One Giant Bite: Woman with Quadriplegia Feeds Herself Chocolat (16. 12. 2012)

## Obecnější neurální propojení
Kybernetické propojení elektroniky na nervovou soustavu může být provedeno v různých bodech: Buď přímo v/na mozku, jak je zde popisováno především, jednou zvládnutá technologie napojení na jednotlivé neurony však umožní vytvoření rozhraní kdekoli v těle: Na různé části mozku, nejen přes šedý neokortex, ba i na míchu, a dále nejen přes somatické periferní senzorické nebo motorické nervy, nýbrž dokonce i přes nervy autonomní soustavy.